# Luigi Bottiglia Savoulx
Luigi Bottiglia Savoulx (Cavour, 16 de fevereiro de 1752 - Roma, 14 de setembro de 1836) foi um cardeal italiano.

## Biografia
Nasceu em Cavour em 16 de fevereiro de 1752. Filho caçula de Francesco Andrea Bottiglia (+1752), dos condes de Savoulx, e Gaspara Gotti di Salerano. Seu nome de batismo era Giovanni Giuseppe Francesco Luigi Antonio.
Obteve o doutorado in utroque iuris , tanto em direito civil quanto em direito canônico, em 26 de fevereiro de 1794.
Ordenado em 26 de dezembro de 1791. Prelado doméstico de Sua Santidade, 1791. Governador de Todi, 1796. Relator da SC da Sagrada Consulta . Consultor da SS.CC. do Conselho Tridentino e do Índice. Protonotário apostólico. Delegado Apostólico em Benevento, ca. 1812. Clérigo da Câmara Apostólica, 1816; reitor.
Eleito arcebispo titular de Perge na Panfília Secunda, em 15 de março de 1826. Consagrado em 2 de abril de 1826, na igreja dos Premonstratenianos, em Roma, pelo cardeal Giuseppe Spina, auxiliado por Ignazio Nasalli, arcebispo titular de Cirro, núncio na Suíça, e por Rodolfo Brignole Sale, bispo titular de Assura.
Criado cardeal sacerdote no consistório de 23 de junho de 1834; recebeu o chapéu vermelho em 26 de junho de 1834; e o título de S. Silvestro in Capite, 1º de agosto de 1834. Prefeito do Tribunal da Assinatura da Graça, 27 de novembro de 1834.
Morreu em Roma em 14 de setembro de 1836. Exposto e enterrado em seu título.